# Stodwudziestoósemka

Stodwudziestoósemka

stodwudziestoósemka – nuta stosowana w notacji muzycznej, grana przez 1/128 trwania całej nuty. Jest dwa razy krótsza od sześćdziesięcioczwórki.
Nuty tak krótkie są bardzo rzadko spotykane w drukowanych zapisach muzycznych, ale nie są nieznane. Są przeważnie używane w krótkich, szybkich częściach utworów. Pojawiają się np. w Sonacie fortepianowej nr 8 c-moll op. 13 (zwanej również „Patetyczną”) Ludwiga van Beethovena w zapisie szybkich skal. Innym przykładem jest „Je suis lindor” Mozarta gdzie dwie z nich użyte są w jedenastej wariacji.
Te pięciobelkowe nuty pojawiają się także tam, gdzie pasaż musi być wykonany szybko, ale gdzie właściwe tempo pozostaje raczej według uznania wykonawcy niż w ściśle określonym rytmie. W takim przypadku, całkowity czas tych nut nie sumuje się równo do miary, i żeby to zaznaczyć, fraza ta może być oznaczona nieparzyście. Czasami w takiej notacji używa się krótszych nut takich jak przednutka.